# Костючонок Віктор Павлович
Віктор Павлович Костючонок (біл. Віктар Паўлавіч Касцючонак; 7 червня 1979, м. Мінськ, СРСР) — білоруський хокеїст, захисник. Майстер спорту.
Вихованець хокейної школи «Юність» (Мінськ), тренер — Г. Бандурін. Виступав за «Юність» (Мінськ), «Деггендорфер», «Керамін» (Мінськ), ХК «Брест» (Франція), «Юніор» (Мінськ), «Лада» (Тольятті), «Амур» (Хабаровськ), «Спартак» (Москва), «Динамо» (Мінськ), «Автомобіліст» (Єкатеринбург), «Юність» (Мінськ).
У складі національної збірної Білорусі провів 98 матчів (6+18); учасник зимових Олімпійських ігор 2010 (4 матчі, 0+1), учасник чемпіонатів світу 2002 (дивізіон I), 2006, 2007, 2008, 2009, 2010, 2011 і 2012. У складі молодіжної збірної Білорусі учасник чемпіонатів світу 1997 (група C) і 1999. У складі юніорської збірної Білорусі учасник чемпіонату Європи 1997 (група B).
Освіта — вища. Закінчив Білоруський державний університет фізичної культури. 
Одружений, дружина — Ганна. Сини — Ілля (2004 р.н.) і Назар (2009).
Досягнення
- Чемпіон Білорусі (2004, 2005, 2006, 2009), срібний призер (2008)
- Чемпіон Франції (дивізіон III) (2002)
- Володар Кубка Білорусі (2004-серпень).